# عبدالله خطاب
عبدالله خطاب (انگلیسی: Abdullah Khattab؛ زادهٔ ۹ نوامبر ۱۹۹۴) یک ورزشکار اهل عربستان سعودی است.
از باشگاه‌هایی که در آن بازی کرده‌است می‌توان به باشگاه فوتبال الوحده عربستان سعودی اشاره کرد.